# Otello
Otello (titolo originale The Tragedy of Othello, the Moor of Venice) è una tragedia di Shakespeare scritta agli inizi del XVII secolo.
Tratta da un racconto di poche pagine di Giambattista Giraldi Cinzio contenuta nelle Hecatommithi. La prima rappresentazione documentata ebbe luogo il 1º novembre 1604 al Whitehall Palace di Londra.

## Trama
(Iago ad Otello, atto III, scena III, traduzione italiana di Cesare Vico Lodovici)

### Atto I
La tragedia si apre con due uomini che discutono tra loro, ovvero un ricco e dissoluto gentiluomo di nome Roderigo e l'amico alfiere Iago: il primo si lamenta perché il secondo tiene nascosto un matrimonio tenuto in gran segreto tra Desdemona, figlia del senatore Brabanzio, e Otello, un moro al servizio della repubblica veneta. Roderigo è deluso perché egli ama Desdemona e aveva chiesto al padre della donna di convolare a nozze con la stessa; Iago invece detesta Otello per aver posto in una posizione superiore a lui un certo Cassio, un giovane che Iago considera meno capace di lui. Volendo sfruttare Otello a proprio vantaggio, l'alfiere convince Roderigo a svegliare Brabanzio e rivelargli la relazione della figlia, mentre lui stesso trova Otello e lo avverte dell'arrivo del senatore. Brabanzio viene a sapere dello scandaloso fatto e raggiunge furibondo la residenza di Otello, trovandola però piena di guardie del doge di Venezia. Sono inoltre giunte notizie che i turchi si stanno avvicinando a Cipro, e Otello viene dunque richiamato per avvisare i senatori.
Brabanzio è dunque costretto a portare il moro alla residenza del doge, dove si trovano anche vari senatori e gli uomini di Brabanzio, tra i quali Lodovico, cugino di Desdemona e signore di Cipro, e Graziano, fratello di Brabanzio. Costretto a difendersi dalle accuse di aver sedotto Desdemona con la stregoneria, Otello spiega ai presenti che la donna si è innamorata di lui per le storie della sua vita prima di Venezia; Desdemona conferma il suo amore per Otello, e il senato, soddisfatto, lascia andare il moro. Brabanzio consiglia però Otello di guardarsi da Desdemona, udito ignaro da Iago. A quel punto Otello lascia Venezia per lottare contro i Turchi, accompagnato da Cassio, Iago, Desdemona e la di lei attendente Emilia, consorte dell'alfiere.

### Atto II
Arrivati a Cipro, i veneziani scoprono che la flotta turca è stata distrutta da una tempesta. Otello ordina allora una festa per tutti, dove il moro consuma il suo matrimonio con Desdemona. Iago ne approfitta per far ubriacare Cassio, e quindi persuade Roderigo a combattere con il giovane; vedendo come quest'ultimo viene provocato facilmente, anche grazie al vino, Montano prova a calmare Cassio, ma questi lo sfida a duello e lo ferisce. Otello ricompare e, venuto a sapere quello che è successo, alla fine accusa Cassio di aver rovinato la festa e gli strappa ogni merito.
Amareggiato, Cassio viene avvicinato da Iago, che lo convince a chiedere a Desdemona di persuadere suo marito a riabilitarlo. La combinazione di persuasioni riesce: Iago convince Cassio, il quale convince Desdemona la quale convince Otello, e Cassio ritorna a essere luogotenente del moro.

### Atto III
In realtà, questo fa parte dei piani di Iago, perché Otello ha assistito di nascosto alla conversazione tra Cassio e Desdemona, e per giunta su consiglio dell'alfiere. Venuto a sapere di ciò, Iago gli consiglia dunque di guardarsi bene da loro: se i due sono complici, è probabile che diventeranno persino amanti. Ironia della sorte, tutti gli sforzi di Desdemona di disinteressarsi di Cassio alimenteranno il seme del dubbio seminato da Iago.
Quando a un certo punto Desdemona fa cadere un fazzoletto (il primo regalo datole da Otello), Emilia lo trova e lo porta al marito Iago, ignara delle sue macchinazioni. Otello compare e Iago gli mostra il fazzoletto e gli dice di averlo visto in possesso di Cassio. Sempre più sospettoso, il moro chiede alla moglie di mostrargli il fazzoletto, cosa che lei ovviamente non può fare; sempre più convinto di essere stato tradito, Otello allora torna da Iago, lo nomina suo nuovo luogotenente e si accorda con lui per spiare Desdemona e Cassio in modo da trovare conferma dei suoi sospetti. Questo dialogo, ambientato nella terza scena del terzo atto, rappresenta il punto di svolta dell'opera, dove Iago capisce di essere riuscito a piantare il seme del dubbio nella mente di Otello e aver segnato così la caduta del moro.

### Atto IV
Iago pone il fazzoletto nell'alloggio di Cassio, poi consiglia a Otello di osservare le reazioni del giovane mentre Iago lo interroga. L'alfiere spinge Cassio a parlare della sua relazione con Bianca, una cortigiana locale, ma sussurra il suo nome così piano che Otello crede che i due uomini stiano parlando di Desdemona. Più tardi, Bianca accusa Cassio di averle fatto un regalo di seconda mano che aveva ricevuto da un altro amante. Otello lo vede, e Iago lo convince che Cassio ha ricevuto il fazzoletto da Desdemona.
Furioso e umiliato, Otello decide di uccidere sua moglie (che farà fuori personalmente nel suo letto) e ordina a Iago di uccidere Cassio. Perché nessuno senta la mancanza di una traditrice, il moro inizia a rendere sempre più miserabile la vita di Desdemona, e, durante la visita di alcuni nobili veneziani, la colpisce di fronte ai presenti. Nel frattempo, Lodovico annuncia che il Moro è richiamato a Venezia e che Cassio gli è successo come governatore di Cipro. Roderigo si lamenta di non aver ricevuto risultati da Iago in cambio dei suoi soldi e degli sforzi per conquistare Desdemona, ma l'alfiere lo convince che sta facendo bene nei suoi interessi e che deve uccidere Cassio per ottenere Desdemona. Quest'ultima, obbedendo al marito, si appresta ad andare a letto, anche se dal suo atteggiamento sembra presagire la sorte disastrosa che l'attende.

### Atto V
Roderigo raggiunge Cassio quando questi lascia l'alloggio di Bianca e lo attacca: Cassio ferisce gravemente l'aggressore, ma Iago gli arriva da dietro e gli taglia malamente una gamba, quindi riesce a nascondere la sua identità mescolandosi nelle ombre; quando Lodovico e Graziano sentono le grida di aiuto di Cassio, Iago si unisce a loro. Quando Cassio identifica Roderigo come uno dei suoi aggressori, Iago pugnala segretamente Roderigo per impedirgli di rivelare la trama, e accusa poi Bianca del fallito complotto per uccidere Cassio.
Otello raggiunge invece Desdemona e, nonostante esiti perché la ama ancora, alla fine la soffoca con un cuscino. Emilia arriva e la morente Desdemona difende il marito nonostante egli la accusi di adulterio. Emilia chiede aiuto e intervengono Graziano, Iago e Montano, l'ex governatore di Cipro. Quando Otello conferma le accuse di adulterio di Desdemona e menziona il fazzoletto come prova, Emilia comprende quello che ha fatto suo marito Iago e lo denuncia; Iago la uccide seduta stante e fugge inseguito da Montano, che alla fine lo acciuffa e lo riporta prigioniero. Sopraggiunge anche Cassio, su una barella, il quale svela il complotto e due lettere trovate sul corpo di Roderigo.
Resosi tardivamente conto dell'innocenza di Desdemona, Otello pugnala Iago ma non a morte, e lo condanna a vivere il resto della sua vita nel dolore, da diavolo quale è. Iago si rifiuta di spiegare le sue motivazioni, giurando di rimanere in silenzio da quel momento in poi. Lodovico arresta sia Iago che Otello per gli omicidi di Roderigo, Emilia e Desdemona, ma Otello si suicida raggiungendo la moglie. Lodovico nomina Cassio successore di Otello come governatore di Cipro e parte per raccontare agli altri l'accaduto, lasciando il giovane ad occuparsi dell'esecuzione di Iago.

## Origini
La trama di Otello fu sviluppata a partire dalla raccolta di novelle Ecatommiti di Giambattista Giraldi Cinzio, seguita in maniera fedele. L'unico personaggio di cui viene detto il nome nella storia di Cinzio è Disdemona, che in greco significa "sfortunata"; gli altri personaggi sono identificati come «l'alfiero», il «capo di squadra», ed «il Moro». Nell'originale, l'alfiere si innamora perdutamente di Disdemona, ed è spinto alla vendetta quando lei lo rifiuta.
Shakespeare inventò un nuovo personaggio, Roderigo, che desidera la moglie del Moro e viene ucciso mentre tenta di assassinare il capitano. Contrariamente a Otello, il Moro del racconto di Cinzio non si pente mai dell'uccisione della moglie, e sia lui che l'alfiere scappano da Venezia e vengono uccisi molto più tardi. Cinzio diede anche una morale alla storia (per bocca della dama) per cui le donne europee non sono adatte a maritare gli uomini di altre nazioni, incontrollabili e dal sangue caldo. Shakespeare non riprodusse questa osservazione.

## Questioni razziali
Nonostante nel dramma sia molto presente il tema della differenza di razza, la specifica etnia del protagonista non è ben precisata. Nell'opera, Otello viene frequentemente definito un "moro", termine con il quale il colto suddito elisabettiano poteva intendere sia un arabo o un nord-africano sia coloro che oggi vengono chiamati "neri", ossia le popolazioni dell'Africa subsahariana, allora piuttosto rari in Europa vista la barriera naturale del Sahara e visto che la colonizzazione dell'Africa non era ancora iniziata. In altre opere, Shakespeare ha descritto un moro d'Arabia, come nel Mercante di Venezia, e un moro africano nel Tito Andronico. Per Otello, ad ogni modo, i riferimenti alle caratteristiche fisiche del personaggio non sono sufficienti a definire con certezza a quale etnia l'autore si riferisse. La frase di Otello "Haply for I am black" non aiuta, dato che il termine "black", all'epoca, poteva significare semplicemente bruno.
Il consenso popolare tra la maggior parte degli attori e registi di oggi si dirige verso un'interpretazione "nera" anche perché in questo personaggio si tende ad identificare e tendono ad identificarsi gli afroamericani statunitensi; questa visione basata sulla situazione odierna degli Stati Uniti viene ampiamente diffusa tra il grande pubblico nel mondo dal cinema e serie televisive di tale paese, che spesso citano l'Otello (e l'Amleto) come citazione vera e propria o come recita scolastica. Pertanto, gli Otello arabo-berberi sono stati piuttosto rari.

## Significato
Otello sovverte il tradizionale simbolismo teatrale. Un pubblico contemporaneo all'autore avrebbe visto la pelle nera come segno di barbarie o di satanismo come è per Aron nel Tito Andronico di Shakespeare:
Un soldato bianco sarebbe stato interpretato come simbolo di onestà. Iago in effetti si adopera per convincere gli altri personaggi che Otello è un "cavallo barbaro" che copre Desdemona, o un "caprone nero", con le corna, che da animale la monta; e che lui stesso è fin troppo veritiero. In Otello, tuttavia, il personaggio nero è "nobile" e cristiano; e il soldato bianco è un bugiardo intrigante.
Otello così sfida in continuazione il collegamento tra un segno fisico o significante e ciò che viene significato da esso. per esempio, Iago – il cui compito come alfiere è di tenere alto un segno di fedeltà ad Otello – dice, del suo fingere di amare il Moro: «Benché io lo odi come odio le pene dell'inferno, tuttavia per la necessità della vita concreta devo mostrare una bandiera e un segno di amore, che in realtà è solo un segno». Anche Desdemona vede una distinzione tra significante e significato, dicendo che lei «vedeva il volto di Otello nella mente di lui» – non nella sua faccia reale. Il dramma così sostiene che la relazione tra significante e significato è arbitraria; la trama stessa fa dipendere la significazione da un segno – completamente artefatto, un fazzoletto indicato come prova di infedeltà.

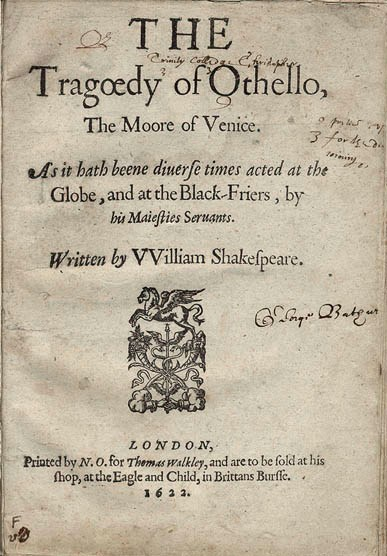
Frontespizio

Il tragico errore di Otello è l'incapacità di capire quanto sia arbitraria la relazione tra significante e significato. Per esempio, quando Iago gli dice che Desdemona lo tradisce, Otello grida: «Il suo nome, ch'era fresco come il viso di Diana, adesso è tutto rughe e nero come il mio» – conducendolo al proposito suicida: «Se ci son corde o pugnali, o veleno o fuoco, o flutti dove annegare, non resisterò».
Bianco e Nero
I più basilari canoni della simbologia occidentale, per la quale bianco sta per purezza e nero significa il male, in Otello sono ripetutamente messi in discussione. Un esempio è nel personaggio di Bianca, che, come spiega Iago al pubblico, non incarna affatto l'ideale di purezza che il nome simboleggia, essendo infatti lei una "sgualdrina, che vendendo i suoi desideri si compra pane e vestiti". Ironicamente, appena prima che Desdemona giuri ad Otello d'essere onesta, anche Bianca assicura di non essere una prostituta, protestando contro chi l'accusa.
Paradiso e Inferno
Nell'intero dramma la parola «Heaven», (in italiano paradiso) resta un significante di verità, ed «Hell», (ovvero inferno) un significante del travisamento. I termini ricorrono di frequente, tanto che Otello si sforza di aggiungere altri significanti ad essi: ad esempio, egli dice all'innocente Desdemona: «il Cielo sa veramente che sei falsa come l'Inferno» («Heaven doth truly know that thou art false as hell»).
Bene e Male
Iago può essere visto come la forza motrice o catalizzatrice dietro a Otello; è il manipolatore che pianta i semi della malvagità nelle menti dei personaggi, giocando sulle loro emozioni e causando quindi la caduta di Otello.

## Rappresentazioni e adattamenti
Un discorso a sé stante meritano "gli" Otello – furono tre, in
trent'anni – di Paul Robeson.
Nel
1930 il produttore e attore inglese Maurice Browne e la regista Ellen
Van Volkemburg allestiscono la commedia di Shakespeare, chiamando il
Robeson dagli USA per il ruolo del titolo e ingaggiano Peggy Ashford
per Desdemona (Iago, sarà lo stesso Browne). Era un secolo esatto che un
Nero non vestiva i panni di Otello, ma allora si trattò di una
compagnia teatrale di "colore". Questa volta, invece, si tratta della prima volta in assoluto che un afroamericano interpreta il Moro con un complesso di Bianchi. Grande fu il
successo e altrettanto lo scandalo, dovuto al "bacio interrazziale" tra Otello e Desdemona...
Nel 1943, Robeson torna a interpretare Otello. Questa volta su ingaggio del regista e attore (che sarà Iago) José Ferrer; Desdemona, sarà la signora Ferrer, cioè Uta Hagen. Lo spettacolo va in scena a Broadway: 296 repliche e un anno di tour con tappa anche a Los Angeles. Variety scriverà: "Nessun attore bianco sarebbe in grado di vestire i panni di Othello meglio di
Paul“(documentazione fiti e audio su youtube).
Nel 1958, dopo quasi dieci anni Washington restituisce il passaporto a Paul Robeson (il maccartismo lo aveva messo sotto accusa), che vola a Londra, dove Tony Richardson lo attende allo Stratford-upon-Avon. Iago è Sam Wanamaker e Desdemona, Mary Ure (al tempo sposata con il drammaturgo John Osborne). Tra gli interpreti più giovani, ci sono gli sconosciuti Albert Finney e Vanessa Redgrave, invece tra quelli più antichi si può menzionare Ludwig Dessoir.

## Adattamenti

### Trasposizioni operistiche
Le due opere liriche più famose su questo personaggio shakespeariano sono l'Otello di Gioachino Rossini (rappresentata per la prima volta nel 1816) e l'Otello di Giuseppe Verdi (rappresentata per la prima volta nel 1887).

### Trasposizioni cinematografiche
Ci sono stati diversi adattamenti cinematografici di Otello. Tra questi citiamo:
- 1906 - Otello, di Mario Caserini e Gaston Velle.
- 1908 - Othello, di William V. Ranous, con Julia Swayne Gordon.
- 1908 - Othello, di Viggo Larsen.
- 1909 - Otello, di Ugo Falena e Gerolamo Lo Savio.
- 1914 - Otello, di Arrigo Frusta.
- 1920 - Otello, di Camillo De Riso.
- 1922 - Othello, di Dimitri Buchowetzki.
- 1922 - Othello, con Emil Jannings. Film muto.[5]
- 1952 - Otello, di Orson Welles (Italia/Francia/Marocco) Palma d'oro al Festival di Cannes.
- 1955 - Otello il moro di Venezia, URSS, con Sergei Bondarchuk, Irina Skobtseva, Andrei Popov. Diretto da Sergei Yutkevich.[6]
- 1961 - All Night Long, ovvero un adattamento di Otello nella Londra degli anni sessanta. Regia di Basil Dearden, con Marti Stevens, Paul Harris, Patrick McGoohan e Richard Attenborough.
- 1965 - Othello con Laurence Olivier, Maggie Smith, Frank Finlay, e Joyce Redman.[7]
- 1967 - Che cosa sono le nuvole?, episodio di Capriccio all'italiana regia e sceneggiatura di Pier Paolo Pasolini con Totò, Ninetto Davoli, Laura Betti, Franco Franchi e Ciccio Ingrassia.
- 1978 - Filming Othello, regia Orson Welles con Orson Welles, Michael MacLiammoir e Hilton Edwards.
- 1979 - Otello o la deficienza della donna, regia di Carmelo Bene, con Carmelo Bene, spettacolo teatrale curato per la televisione Italiana dalla RAI a partire dal 1985, ma completato soltanto nel 2001, a pochi mesi dalla scomparsa dell'attore.
- 1981 - Othello, parte delle opere complete di William Shakespeare prodotto dalla BBC. Con Anthony Hopkins e Bob Hoskins.[8]
- 1986 - Otello: una versione film dell'opera di Verdi con Plácido Domingo, diretta da Franco Zeffirelli. Ha vinto il BAFTA come miglior film straniero.[9]
- 1995 - Othello, con Kenneth Branagh, Laurence Fishburne, e Irène Jacob. Diretto da Oliver Parker.[10]
- 1997 - Kaliyattam, in Malayalam, una versione moderna, ambientata in Kerala, con Suresh Gopi nel ruolo di Otello, Lal nel ruolo di Iago, Manju Warrier nel ruolo di Desdemona, diretto da Jayaraaj.[11]
- 2001 - O come Otello, una versione moderna ambientata in una high school americana.[12]
- 2001 - Othello, una versione ambientata ai giorni nostri in cui Otello è il primo commissario nero della polizia metropolitana di Londra. Prodotto da LWT. Scritto da Andrew Davies. Diretto da Geoffrey Sax; con Eamonn Walker, Christopher Eccleston e Keeley Hawes.[13]
- 2009 - Iago, trasposizione moderna, virata in commedia, a parti invertite, con Nicolas Vaporidis nel ruolo di Iago, e Laura Chiatti nel ruolo di Desdemona, diretto da Volfango De Biasi.[14]
- 2023 - Non sono quello che sono, versione moderna ambientata a Roma, scritta, diretta ed interpretata da Edoardo Leo.

## Interpreti italiani
In Italia il dramma shakespeariano ha avuto grandissimi interpreti, tra i quali sono da ricordare Renzo Ricci, Vittorio Gassman, Salvo Randone (che fu un memorabile Iago), Gino Cervi, Enrico Maria Salerno, Carmelo Bene.